# Роу, Камиль
Камиль Роу (настоящее имя — Camille Chrystal Pourcheresse (Кристал-Пушерез); род. 7 января 1990, Париж, Франция) — франко-американская актриса, модель.

## Биография
Роу родилась в Париже в семье американки Дэрилин (Darilyn Rowe-Pourcheresse) и француза Рене (René R. Pourcheresse) благодаря чему, Камиль с детство свободно говорит на обоих языках. Мать Камиль будучи моделью и танцовщицей, выступала в кабаре Le Lido; отец владел семейным бизнесом, что позволило семье вести безбедную жизнь и много путешествовать. Таким образом, детство Камиль прошло в постоянных разъездах между Парижем, Нью-Йорком и Калифорнией.

## Карьера
Впервые Роу обратила на себя внимание модельных скаутов во времена своей университетской учебы в Париже, вскоре после чего стала лицом модного дома Chloé. Когда Камиль исполнился 21 год, она переехала в Нью-Йорк. Участвовала в рекламных кампаниях для Dior Homme, 3 Suisses, H&M, Louis Vuitton, Gap, Abercrombie & Fitch и Tommy Hilfiger; а также появлялась в журналах Vogue Paris, Elle, L’Officiel, CRASH, Marie Claire и Madame Figaro. В 2016 году Камиль Роу впервые выступила на ежегодном модном показе Victoria’s Secret в качестве одного из ангелов. В том же 2016 году Камиль появилась на обложке апрельского Плейбой.
Помимо модельной деятельности Камиль Роу также снялась в фильме «Наш день придёт» (Our Day Will Come) французского режиссера Ромена Гавраса, а также «Вечно молодой» (Rock’n Roll) и Идеаль (L’idéal).

## Личная жизнь
С 2012 Камиль Роу встречалась с американским музыкантом Эндрю Ванвингарденом. С 2015 по 2016 годы состояла в отношениях с музыкантом Камероном Эйвери. С 2017 по 2018 годы состояла в отношениях с музыкантом Гарри Стайлсом.